# The Dupe (film 1916 Reicher)
The Dupe è un film muto del 1916 diretto da Frank Reicher e prodotto da Jesse L. Lasky. Sceneggiato da Margaret Turnbull su un soggetto di Hector Turnbull, aveva come interpreti Blanche Sweet, Ernest Joy, Veda McEvers, Thomas Meighan. La fotografia era di Dent Gilbert.

## Trama
La relazione tra Jimmy Regan e Mrs. Strong, una ricca socialite, subisce una battuta d'arresto quando Jimmy si innamora della sua segretaria, Ethel Hale. Cercando di fare buona impressione su di lui con un abito elegante, Ethel sottrae del denaro ma poi, sentendosi colpevole, confessa il furto alla signora Strong che allora la obbliga ad aiutarla nella sua causa di divorzio, costringendola ad accettare di farsi vedere a cena in compagnia di suo marito. Al ristorante, Ethel si imbatte in Jimmy che, vedendola con un altro uomo, crede di averla persa. Il signor Strong rivela alla ragazza che sua moglie sta cercando di divorziare perché poi vuole sposare Jimmy. Ethel, allora si reca da Jimmy, raccontandogli di che genere sono i suoi rapporti con il signor Strong. Convinto e felice, Jimmy non perde altro tempo e comincia a fare piani per il futuro e per un rapido matrimonio con Ethel.

## Produzione
Il film fu prodotto dalla Jesse L. Lasky Feature Play Company.

## Distribuzione
Il copyright del film, richiesto dalla Jesse L. Lasky Feature Play Co., Inc., fu registrato il 14 febbraio 1916 con il numero LP7626.
Distribuito dalla Paramount Pictures, il film uscì nelle sale cinematografiche degli Stati Uniti il 2 luglio 1916.
Non si conoscono copie ancora esistenti della pellicola che viene considerata presumibilmente perduta.